# Julian Ahmataj
Julian Ahmataj (Elbasan, 24 maggio 1979) è un allenatore di calcio ed ex calciatore albanese di ruolo difensore, tecnico Interim del Tirana.

## Carriera

### Nazionale
Ha collezionato 2 presenze con la nazionale albanese.

## Palmarès

### Giocatore

#### Competizioni nazionali
- Campionato albanese: 1

Dinamo Tirana: 2001-2002
- Coppa d'Albania: 1

Tirana: 2011-2012
- Supercoppa d'Albania: 2

Tirana: 2011, 2012

### Cronologia presenze e reti in nazionale
| Cronologia completa delle presenze e delle reti in nazionale ― Albania | Cronologia completa delle presenze e delle reti in nazionale ― Albania | Cronologia completa delle presenze e delle reti in nazionale ― Albania | Cronologia completa delle presenze e delle reti in nazionale ― Albania | Cronologia completa delle presenze e delle reti in nazionale ― Albania | Cronologia completa delle presenze e delle reti in nazionale ― Albania | Cronologia completa delle presenze e delle reti in nazionale ― Albania | Cronologia completa delle presenze e delle reti in nazionale ― Albania |
| Data                                                                   | Città                                                                  | In casa                                                                | Risultato                                                              | Ospiti                                                                 | Competizione                                                           | Reti                                                                   | Note                                                                   |
| ---------------------------------------------------------------------- | ---------------------------------------------------------------------- | ---------------------------------------------------------------------- | ---------------------------------------------------------------------- | ---------------------------------------------------------------------- | ---------------------------------------------------------------------- | ---------------------------------------------------------------------- | ---------------------------------------------------------------------- |
| 13-3-2002                                                              | San Diego                                                              | Messico                                                                | 4 – 0                                                                  | Albania                                                                | Amichevole                                                             | -                                                                      |                                                                        |
| 12-2-2003                                                              | Bastia Umbra                                                           | Albania                                                                | 5 – 0                                                                  | Vietnam                                                                | Amichevole                                                             | -                                                                      | 70’                                                                    |
| Totale                                                                 |                                                                        | Presenze                                                               | 2                                                                      |                                                                        | Reti                                                                   | 0                                                                      |                                                                        |